# Fleury-la-Forêt
 Fleury-la-Forêt  là một xã thuộc tỉnh Eure trong vùng Normandie miền bắc nước Pháp.